# 큰엄마의 미친봉고
"큰엄마의 미친봉고"는 2021년에 개봉한 대한민국의 영화이다.

## 캐스팅
- 정영주 : 이영희 역
- 김가은 : 최은서 역
- 정은경 : 채명지 역
- 황석정 : 임세령 역
- 유성주 : 유한일 역
- 조달환 : 유재상 역
- 정재광 : 유지상 역
- 하정민 : 유효정 역
- 송동환 : 유화상 역
- 유병훈 : 유한삼 역
- 최민철 : 주상현 역
- 이지현
- 윤선아
- 신서우 : 유일주 역
- 곽민석 : 찰스 역

## 같이 보기
- 2021년 대한민국의 영화 목록